# 清蒸荷包紅鯉魚
清蒸荷包紅鯉魚是贛菜著名的菜餚之一，以「蒸」為主要特色，所需食材有鯉魚（1000克）、香菇（25克）、豬油（25克）、薑蔥料酒等。
清蒸荷包紅鯉魚歷來有「池中芳貴，席上佳餚」之稱。所用紅鯉魚原為明朝皇宮內的觀賞魚，明神宗將此魚賜與戶部尚書余懋學。余懋學告老還鄉時，將魚帶回老家婺源，經歷代繁衍培植，遂成為枱上名餚。由於紅鯉魚背寬，頭小，尾短，腹部肥大，狀似荷包（即「口袋」），因而得名。